# Sécurité sociale des artistes auteurs
 (avril 2025).
La Sécurité sociale des artistes auteurs est un organisme résultant de la fusion entre l'Association pour la gestion de la sécurité sociale des auteurs et La Maison des artistes.